# 夜光引擎
夜光引擎（日语：ルミナス・エンジン），最初名为Luminous Studio（ルミナス・スタジオ），是由日本游戏开发商史克威尔艾尼克斯内部开发并使用的多平台游戏引擎，后由夜光组团队接手继续开发维护。该引擎专为第八代游戏硬件及兼容DirectX 11的平台设计，支持包括Xbox One、PlayStation 4以及部分Windows系统版本。其开发构想源于《最终幻想13-2》制作期间，由于当时使用的水晶工具引擎无法适配新一代主机性能需求，团队决定打造一款能够应对未来技术挑战的全新引擎。
这款引擎最初於2012年公開消息，同年史克威尔艾尼克斯於E3展上推出了引擎的技術展示短片「Agni's Philosophy -- FINAL FANTASY REALTIME TECH DEMO」。《Final Fantasy XV》即為首款使用夜光引擎打造的遊戲。

## 开发

### 起源
根据前任史克威尔艾尼克斯全球技术总监Julien Merceron的说法，新引擎的概念诞生于2011年，当时他正处于《最终幻想XIII-2》开发的最后阶段。对于Square Enix来说，这是一个困难的时期：当时被称为《最终幻想Versus XIII》的项目在过渡到开放世界环境时遇到了原始引擎水晶工具无法处理的技术障碍，而《最终幻想XIV》的推出由于开发和技术问题，成为了灾难。面对这些问题，史克威尔艾尼克斯决定从世嘉引进前开发者，为其产品打造新的引擎，包括夜光引擎。在谈及共享引擎时，Merceron表示，他建议公司避免在公司之间或游戏之间的内部共享，直到引擎与已发布的游戏一起最终确定下来：这导致夜光引擎在开发过程中被限制在《最终幻想XV》中，而其他主要的次世代游戏将使用其他外部引擎。
夜光引擎的构建理念与Epic Games的虚幻引擎或Unity Technologies的Unity引擎相似，它包含了从资产编辑开始所需的所有开发工具，并且「高质量、易于使用、灵活、高速、紧凑、支持手动和自动游戏开发方法」。开发团队从虚幻引擎和Crytek的CryEngine中汲取了这个概念和方法的灵感。选择「夜光」这个名字是为了体现《最终幻想》系列的水晶主题。团队在打造引擎的时候考虑了很多主要因素，因为他们希望保证高端游戏的最高质量。一些环境因素包括照明、遮阳和建模。游戏的一个核心特点是人工智能（AI），之前由于需要大量的个体代码，在特定的条件下，或由于编程能力差，容易出现不稳定的情况。对于夜光引擎，团队创建了一个统一的灵活框架，在控制人工智能规模的同时，也让它变得直观。它的目的是在内部使用，而不是授权给其他开发者，但公司的西方子公司将可以使用它。此外，他们还内置了为CG设计的图形资产与实时动画融合的能力，使二者在图形上有相似之处。夜光引擎于2011年公开。
该项目由史克威尔艾尼克斯首席技术官桥本善久主导，他于2009年从Sonic Team转职加入该公司，并于2011年起深度参与游戏引擎研发。参与Luminous Studio开发的其他核心成员还包括野末武志、岩田晃及岩崎浩等资深开发者。在夜光引擎的基础架构搭建期间，团队曾赴IO Interactive、晶体动力和艺夺蒙特利尔工作室等西方游戏开发商考察引擎技术，这些工作室在被史克威尔艾尼克斯收购前隶属于Eidos Interactive。史克威尔艾尼克斯欧洲子公司基于CDC与Glacier 2引擎的开发经验，与Luminous Studio团队共享了引擎开发知识与源代码。截至2012年，最终开发团队中有三分之一成员来自公司欧洲分部。夜光引擎基于高端DirectX 11技术打造，虽专为第八世代游戏设计，但官方宣称其可兼容任何支持着色器功能的平台，包括PlayStation 3与Xbox 360。而因其硬件架构不支持着色器技术，夜光引擎对任天堂第七世代主机如Wii与3DS的兼容性则存疑。开发初期，团队曾探索将引擎适配Wii U的可能性。史克威尔艾尼克斯期望将夜光引擎塑造成技术品牌，计划在成熟阶段向市场展示其标志与技术演示。
该引擎最初应用于技术演示项目《阿格尼的哲学》（Agni's Philosophy）与《女巫篇章0》（Witch Chapter 0），此后支撑了公司旗下两款作品的开发——经典系列新作《最终幻想15》以及原创IP《魔咒之地》。2018年初，史克威尔艾尼克斯将《最终幻想15》核心开发团队独立组建为全新子公司夜光组，旨在依托夜光引擎为全球玩家打造AAA级游戏新作。

### 阿格尼的哲学

在2012年E3展会上展示《阿格尼的哲学》后，对游戏引擎进行实时编辑操作的预览画面。

《阿格尼的哲学》（Agni's Philosophy）是由史克威尔艾尼克斯为展示Luminous Studio引擎性能打造的技术演示项目。该演示由专精游戏CG动画制作的视觉工作室部门（Visual Works）与研发部门先进技术部（Advanced Technology Division）携手合作，旨在实现接近预渲染CG动画品质的实时图形渲染效果。开发周期约半年，突破公司过往基于既有游戏制作技术演示的惯例，完全采用原创设定。演示主题围绕《最终幻想》系列展开——团队在创作讨论中提出“何谓《最终幻想》？”的核心命题，拆解其基础要素并融入创新性异质内容进行重构。核心角色阿格尼的塑造是开发重点，为确保画面表现力，团队针对图形性能进行了专项优化。世界观与主题由日本本土团队构建，而大量角色设计则由西方子公司成员完成。所有技术实现均基于当时市售高端PC平台。为打造阿格尼的发型效果，团队先用假人模型与专业化妆师设计的假发进行实体模拟，再通过数字技术转化。角色面部建模基于真人演员动作捕捉素材，后期通过数字技术调整优化。从概念设计到最终成型，整个开发流程历时约一年。《阿格尼的哲学》首度亮相于2012年E3展的史克威尔艾尼克斯特别发布会，期间特邀嘉宾通过暂停演示、实时动态调整角色细节等操作，生动展示引擎的模块化编辑功能。该演示亦于同年SIGGRAPH图形技术大会进行展示。
《阿格尼的哲学》技术演示以每秒60帧运行，每帧消耗1.8GB纹理数据，单帧处理多边形数量达一千万个，每个角色模型约由30万至40万个多边形构成。演示中有一幕呈现了十万只发光萤火虫般的昆虫布满屏幕，每只均为具备身体与翅膀的完整多边形网格模型，随后它们融合生成召唤兽。该项目始于2011年6月，最初由Visual Works制作成预渲染CG动画，后史克威尔艾尼克斯尝试使用Luminous Studio引擎完全实现实时渲染，并沿用了与CG版本相同的素材资源。

### 最终幻想15
在更名为《最终幻想15》并全面转向第八世代主机开发前，该项目（原名《最终幻想Versus XIII》）采用了夜光引擎的照明技术及一套自主研发的专用玩法引擎。在2013年E3展以新标题重新亮相时，团队启用了名为“Ebony”的定制化引擎环境进行展示。2014年7月，桥本善久因个人原因离职，虽仍担任Luminous Studio技术顾问，但其项目负责人职位由曾参与夜光引擎技术相关游戏开发的资深工程师雷米·德里安库尔（Remi Driancourt）接任。同年东京电玩展与Jump Festa展会上演示的版本基于Luminous 1.4版本，该版本结合了夜光引擎与专为Ebony打造的组件。《杜卡特篇》试玩版运行于1.5版本，而正式版计划搭载2.0版本引擎。
借助夜光引擎，《最终幻想15》实现实时场景单帧五百万多边形渲染量，角色模型单体约由10万个多边形构成。本作角色骨骼系统突破性采用600根骨骼，约为第七世代主机的10至12倍规模，其中面部配置约150根、毛发与服饰约300根、躯体约150根。角色发丝技术沿袭《阿格尼的哲学》的呈现手法，单角色内部发丝模型约含2万个多边形，较第七世代提升五倍。纹理数据容量亦实现跨越式增长，单角色使用30MB纹理数据并支持十级细节层次。第七世代游戏单场景纹理数据量约50-100MB，而《最终幻想15》在PlayStation 4平台上可调用约16倍于该数值的纹理资源，高清纹理分辨率最高支持2048×2048至4096×4096像素。针对个人电脑移植版，夜光引擎集成英伟达技术进行升级优化。

### 女巫篇章0
2015年4月，史克威尔艾尼克斯宣布该引擎将支持DirectX 12技术。与此同时，英伟达公布了由其与史克威尔艾尼克斯合作开发的全新实时技术演示《女巫篇章0【恸哭】》（Witch Chapter 0 [cry]），其中重现了早期《阿格尼的哲学》演示中的核心角色阿格尼。该演示单帧渲染多边形数量突破6300万，采用“8K×8K”超高分辨率纹理，角色发丝通过50余种着色器技术实现每根独立多边形建模。其以极高精度模拟人类哭泣过程，实时画面品质可与预渲染CG动画相媲美。该技术演示耗时一年制作，运行平台为搭载四块GeForce GTX Titan X显卡的个人电脑。2016年10月，《最终幻想15》正式发售前，史克威尔艾尼克斯完成了“Luminous Studio Pro”商标注册。

## 特点
- 环境光遮蔽，包括阴影、球谐函数及屏幕空间环境光遮蔽[29]
- 动画系统，涵盖角色骨骼动画、动画AI逻辑[30]、全身IK（逆向运动学）、程序动画（英语：Procedural animation）[31]以及基于肌肉的面部动画（英语：Computer facial animation）[29]
- 抗锯齿（英语：Spatial anti-aliasing）技术，包含MSAA、FXAA及Yebis 2基于图像的抗锯齿[32]
- 人工智能[31]，包括反应式AI、[3]动画AI[30]及GPGPU支持[3]
- 延迟渲染，含延迟光照（光预计算渲染）[3]
- 深度缓冲[29]
- 开发工具、模块与软件，支持关卡编辑、动画制作、游戏编辑及着色器编写[3]
- DirectX 11[31]与DirectX 12支持[33]
- 动态昼夜循环系统，含实时时间流转[30]
  - 动态云层系统，实现完整云体模拟[30]
- 环境贴图[29]，含立方体贴图（英语：Cube mapping）[30]
- 眼球着色器，包括镜面反射、高光（英语：Specular highlight）、折射、泪液效果[29]及眼球深度与透明层处理[29]
- 全局光照[30]，含实时全局光照[34]、间接光照[35]与实时光泽间接光照[36]
  - 基于射线束追踪的快速全局光照烘焙，含栅格化辐射交换、射线方向采样、曲面细分快速光照贴图烘焙及每秒2亿射线的性能（基于GTX 580）[35]
  - 自适应射线束追踪，采用带内存预测的自适应分块技术，实现大规模场景快速全局光照[37]
  - 路径追踪，含基于栅格化的实时双向路径追踪、双向采样及光泽表面伪影抑制[38]
  - 光线追踪方案，含光线追踪近似[29]及伪光线追踪着色器[39]
- GPGPU与多核处理器支持，含GPGPU加速及AI与游戏物理（英语：Game physics）模拟的GPGPU支持[3]
- GPU计算，用于粒子、毛发、布料及视觉效果[13]
- 毛发模拟系统，含毛发与胡须仿真[13]、GPU加速毛发模拟[13]、基于人偶技术的毛发渲染软件[24]、毛发着色、光照、散射、镜面反射[29]、物理效果、曲面细分、发丝平滑、样条插值[13]及实时调整颜色/毛躁度/发量/造型[29]长度与物理参数[6]
  - 毛发体积几何着色器[29]
  - 基于NURBS的毛发与胡须几何体[29]，含NURB曲线、B样条与T样条（英语：T-spline）[24]
  - 50种毛发着色器[27]
- 高动态光照渲染[39]，含高动态范围光照[30]
- 光照系统（英语：Computer graphics lighting），含折射、反射、[34]漫反射、镜面反射[29]、体积光[40]Per-pixel lighting（英语：逐像素光照）及逐像素顺序独立透明（英语：Order-independent transparency）[35]
  - 次表面散射，用于皮肤[29]与衣物[30]
- 细节层次[17]（LOD）[30]
- Autodesk Maya软件支持[39]
- 材质系统[30]，含玻璃渲染[13]
- 动作捕捉[15]，含面部动作捕捉（英语：Facial motion capture）[29]
- 遮挡剔除（英语：Hidden-surface determination）[17]，含不完美阴影贴图的点云剔除[36]
- 粒子系统[34]，含GPU加速粒子系统[30]、粒子效果、独立粒子、碰撞处理、阿尔法合成、粒子缓冲、并行粒子更新及粒子位置/速度等属性调整[13]
- 基于物理的渲染[30]
- 物理模拟[3]，含实时可调的布料模拟（英语：Cloth modeling）[6]、涟漪等水面效果[30]、影响环境（如草地）与角色（如衣物）的可调风场模拟[30]及GPGPU支持[3]
- 阴影生成[39]，含阴影映射[36]与百分比渐近过滤（PCF）[29]
- 皮肤着色器，含纹理坐标系、阴影及皮肤光照处理（漫反射/镜面反射/次表面散射）[29]
- 曲面细分（英语：Tessellation (computer graphics)）[34]，含等值线细分与B样条平滑细分[24]
- 水面反射，含屏幕空间反射与立方体贴图[30]
- 纹理分辨率：2048x2048、4096x4096[17]及8K×8K[27]
- Yebis 2用于视频后期处理（英语：Video post-processing）的中间件[30]，[39]含基于HDR的曝光模拟、色温调节、景深[29]、散景、色差[41]与动态模糊[42]

## 使用该引擎的游戏
夜光组的成立可以追溯到2011年，初期目标就是为了进一步开发夜光引擎。2012-2018年，团队将搁浅的《最终幻想Versus XIII》重启为《最终幻想15》，利用自研夜光引擎完成开发并于2016年登陆PS4和Xbox One平台，画面技术获业界认可。但在此期间，史克威尔艾尼克斯旗下包括《王国之心III》以及《最终幻想VII 重制版》等大作基于“多重考量因素”，均不再采用夜光引擎，而改用虚幻引擎4等其他游戏引擎。而《最终幻想15》的制作人田畑端也在2017年向媒体表示，在尝试将该游戏移植到Switch平台时发现该平台在当时难以充分释放夜光引擎的效能。2018年史克威尔艾尼克斯将这一团队独立为夜光组，初期探索多元化内容后专注主机游戏，针对PS5开发全球化动作RPG项目“Project Athia”（后定名为《魔咒之地》），2023年发售后因叙事争议遇冷，但高速战斗与引擎技术仍受肯定。
2023年2月底，夜光组被宣布将于同年5月1日并入母公司史克威尔艾尼克斯。随着夜光组被并入史克威尔艾尼克斯，《魔咒之地》的续作项目被取消，亚历克斯·唐纳森（Alex Donaldson）也表示夜光引擎可能就此结束。史克威尔艾尼克斯内部的团队也转而支持其他已经在使用的系统或者业内更广泛使用的第三方游戏引擎。《最终幻想16》的制作人吉田直树表示，由于前作的开发团队当时还忙于DLC等内容的开发，没有为游戏引擎创建开发文档，也无法提供更多有效技术支持，因此夜光引擎在项目初期就被排除在外。由此，在夜光引擎项目被搁置之前，实际仅被用于开发了《最终幻想15》和《魔咒之地》两款游戏。
| 年份   | 游戏           | 平台                                             | 参考   |
| ------ | -------------- | ------------------------------------------------ | ------ |
| 2016年 | 《最终幻想15》 | 微软Windows、PlayStation 4、Xbox One、谷歌Stadia | [ 54 ] |
| 2023年 | 《魔咒之地》   | 微软Windows、PlayStation 5                       | [ 55 ] |

## 评价
该游戏引擎于2012年E3展首度公开时，其存在令众多评论家倍感震撼。《Kotaku》称该引擎演示的图形效果“令人瞠目结舌”且“惊艳无比”，并视其为虚幻引擎4的强劲对手。《VG24/7》则用“极致瑰丽”盛赞其画面表现。《IGN》评价此项技术为“迈向未来的跨越式飞跃”，其他评测亦着重强调其对人类眼球的高度拟真3D建模与图形实时渲染能力。

## 關連項目
- 游戏引擎列表
- 嚴寒引擎
- 世界引擎
- 水晶工具
- 严肃引擎
- 寒霜引擎